# 徐海東
徐 海東（じょ かいとう）は、中華人民共和国の軍人。中国人民解放軍の大将。
革命初期から日中戦争にかけての紅軍・八路軍の指揮官。1940年に重病を患い、一線から退いた。

## 略歴
湖北省黄陂県徐家窯（現大悟県）に生まれる。1925年4月、中国共産党に入党し、直系軍閥劉佐龍の部隊で軍事教育を受けた。1926年夏、国民革命軍第4軍第12師の排（小隊）長代理となり、北伐戦争に参加した。汀泗橋戦役中、敵の4個砲兵中隊を撃破する功績を挙げ、昇進した。
1927年の革命失敗後、故郷に戻り、河口区農民自衛隊隊長となり、窯工中に中共支部を樹立した。同年11月、黄麻起義に参加。鄂豫皖革命根据地の樹確立中、群衆から「徐老虎」と称された。その後、中共区委員会書記、県赤衛軍大隊長、中国工農紅軍営（中隊）長、団（連隊）長、師長を歴任した。1932年秋、第4方面軍主力が鄂豫皖を離れた後、国民党軍による掃討作戦の情勢下、残留した部隊をまとめ、第25軍、第28軍を創設し、その副軍長、軍長となった。鄂東北、皖西で遊撃戦を展開しつつ、郭家河、潘家河、石門口、葛藤山、長嶺崗、太湖、斛山寨等の戦闘で勝利し、破壊された革命根据地の回復に務めた。
1934年11月、第25軍副軍長に任命され、軍長程子華、政治委員呉煥先と共に部隊を率いて、国民党軍の包囲・追撃を逃れ、2ヵ月後に陝南に進入した。中共鄂豫陝省委書記代理に任命。鄂豫陝革命根据地の確立中、「先疲後打」の作戦方針で遊撃戦を展開した。陝南石塔寺と袁家溝口等の戦闘を指揮し、国民党軍の2次に渡る攻撃を撃退した。
1935年7月、中共中央が川北松潘地区に到達したことを知ると、部隊を率いて甘粛でこれを出迎え、西（安）蘭（州）道を遮断して、敵の大軍を足止めした。9月、第25軍は、陝北永平鎮に到着し、第26軍、第27軍と統合されて第15軍団が編成された。徐海東は、軍団長に任命され、程子華、劉志丹等と共に労山戦役を指揮した。第1方面軍編入後、直羅鎮、東征、西征及び山城堡等の戦役に参加した。1936年12月、中央革命軍事委員会委員となり、紅軍南路軍の総指揮を担任した。
日中戦争初期、八路軍第115師第344旅旅長に任命され、平型関の戦闘と晋東南反「九路囲攻」に参加し、町店等の戦闘を指揮した。1939年9月、劉少奇に従い華中に赴き、新四軍江北指揮部副指揮兼第4支隊司令員に任命され、周家崗の戦闘を指揮して、皖東抗日根据地の発展に寄与した。徐海東は、戦時中に9度負傷し、1940年には重病を患った。
中華人民共和国建国後、中央人民政府人民革命軍事委員会委員、国防委員会委員となり、中共第8回、第9回中央委員に当選した。1955年、大将の階級を授与された。闘病中に、「紅二十五軍戦史」を著作した。文化大革命中、林彪、江青等の迫害を受け、1970年3月25日、河南省鄭州市で死去した。

## 著書
- 「紅二十五軍戦史」